# Єгоров Олександр Ігорович
Олександр Ігорович Єгоров — молодший сержант Збройних сил України, учасник російсько-української війни, що відзначився під час російського вторгнення в Україну в 2022 році.

## Життєпис
Народився в місті Рогатин 13 січня 2000.
Брав участь в АТО на сході України, під час вторгнення 24 лютого в складі окремого загону спеціального призначення ДШВ «Жовтий 9» Десантно Штурмових військ. Брав участь у боях за Херсон, Широкино, Мар’їнку. З початку повномасштабного російського вторгнення в Україну перебуває на передовій: виконував бойові задачі в різних гарячих точках країни зокрема, оборона Миколаєва, оборона Вознесенська, штурм м. Молодіжне, оборона Херсона. Тяжко поранений 5 квітня 2022 року, працював з загиблим того ж дня Героєм України десантником «Балу».

## Нагороди
- орден «За мужність» III ступеня (2022) — за особисту мужність і самовіддані дії, виявлені у захисті державного суверенітету та територіальної цілісності України, вірність військовій присязі[3].